# اپسیلون¹ آتش‌دان
اپسیلون¹ آتش‌دان یک ستاره است که در صورت فلکی آتشدان قرار دارد.